# Michal Bohin
Michal Bohin (8. ledna 1895 Lvov – 26. dubna 1956 Praha) byl český praktický lékař židovského původu, bakteriolog, politický vězeň a člen zdravotnického personálu v romských koncentračních táborech Lety a Hodonínek. Díky jeho působení v táborech byly zachráněny stovky životů vězňů, především kvůli prudkému šíření skvrnitého a břišního tyfu, v řadě případů však následně zmařené hrůzami romského holokaustu.

## Život

### Mládí a praxe
Narodil se jako Michal Marzell Bohin v haličském Lvově v rodině Jakoba Bohina a Frederike, rozené Morgensternové. Rodinné jméno pocházelo od protestantských francouzských předků, kteří do Haliče uprchli před náboženským útlakem, po matce byl pak židovského původu. Ve Lvově vychodil obecnou školu a polské gymnázium, poté absolvoval dva semestry medicíny na Univerzitě ve Lvově. Ve studiu chtěl pokračovat ve Vídni, finanční možnosti jej však vedly k přestupu na Lékařskou fakultu Karlo-Ferdinandovy univerzity v Praze. Po vypuknutí první světové války studium přerušil a narukoval do řad rakouské armády jako zdravotník, roku 1917 byl za svou službu vyznamenán Zlatým křížem.
Po promoci roku 1921 vystřídal několik působišť v Čechách, od roku 1926 pak působil jako praktický lékař v Lounech a v Bílině. Posléze se pak přestěhoval do Prahy, kde si na pražském Žižkově zřídil soukromou praxi.

### Druhá světová válka
Po obsazení tzv. druhé republiky armádou nacistického Německa, vzniku Protektorátu Čechy a Morava a vypuknutí druhé světové války začala rodina Bohinova pociťovat politické perzekuce kvůli jejich židovskému původu. Již roku 1940 mu bylo zakázáno provádět lékařskou praxi, kvůli čemuž Bohin sepsal neúspěšnou stížnost do Kanceláře prezidenta republiky, nadále se musel živit tajně.
V lednu 1943 byl státním orgánem Ústřední komise pro řešení židovské otázky poslán jakožto lékař do koncentračního tábora v Letech u Písku. Spolu s ním sem odcestoval MUDr. Stejskal z nemocnice na Bulovce a několik sester. V táboře bylo umístěno přes 1000 Romů a Sintů za brutálního vězeňského režimu pod nedávno odvolaným vedoucím tábora Josefem Janovským. Bohin zde byl veden jako vězeň, díky vstřícnému přístupu podplukovníka Jiřího Letova, důstojníka odpovědného za správu protektorátních táborů, žil posléze v samostatné ubikaci a dostával větší jídelní příděly. Intenzivně zde formou očkování pracoval na potlačení katastrofální epidemie skvrnitého a břištího tyfu, která se zde, s přispěním laxního přístupu předchozího velení tábora, masivně rozšířila a jejímiž oběťmi se zde stalo přes 300 dětí. Poté, co na jaře 1943 přišel rozkaz k vyklizení tábora, snažil se Bohin ve spolupráci s pplk. Letovem deportaci oddálit falešnými informacemi o pokračující tyfové epidemii. Tábor však byl přesto vyklizen a část vězňů se společně s Bohinem přesunula do tábora Hodonínek nedaleko Hodonína u Kunštátu na severozápadní Moravě.
V září 1943 se směl vrátit do Prahy, nadále pak pracoval jako lékař pražské židovské obce. V říjnu 1944 byl zatčen gestapem poté, co vyšlo najevo, že roku 1939 varoval polského velvyslance v Praze, svého někdejšího spolužáka, před příchodem německé armády do Československa. Byl vězněn na Pankráci, následně odeslán do Malé pevnosti v koncentračním táboře Terezín a nakonec internován v koncentračním táboře Mauthausen. V táboře potkal několik svých pacientů z dob působení v Lounech, kteří mu pomohli lépe snášet útrapy věznění. S koncem války byl tábor v květnu 1945 osvobozen americkou armádou.
Bohin pak strávil několik týdnů ve vinohradské nemocnici a krátce se vrátil ke své soukromé praxi. Nedlouho poté ji byl však nucen zavřít a nastoupit na místo závodního lékaře na pražském Masarykově nádraží. Hojně jej ze navštěvovali bývalí pacienti z romských vězeňských táborů. Jelikož nebyl členem KSČ, nebylo mu umožněno odborně publikovat. Do Let se opakovaně vracel za svým přítelem, Ing. Václavem Šindelářem, který mu jako chlapec nosil do tábora jídlo.

### Úmrtí
Michal Bohin zemřel 26. dubna 1956 v Praze ve věku 61 let na srdeční zástavu. Pohřben byl na Novém židovském hřbitově na Olšanech, za hojné účasti veřejnosti .